# Warisia
Warisia (gr. βαρισεια, tur. Şirınköy) – wieś na Cyprze, w dystrykcie Nikozja.